# Граф Уорнклифф

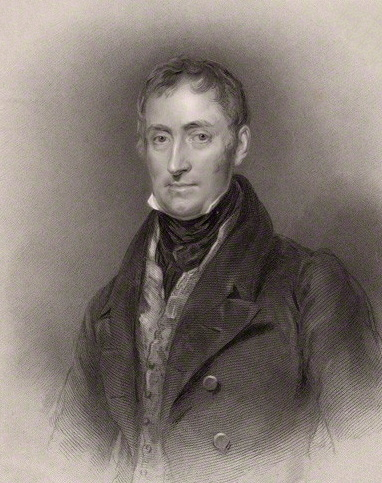
Джеймс Стюарт-Уортли, 1-й барон Уорнклифф (1776—1845)

Граф Уорнклифф из Уэст-Райдинга в графстве Йоркшир (англ. Earl of Wharncliffe) — наследственный титул в системе Пэрства Соединённого королевства.

## История

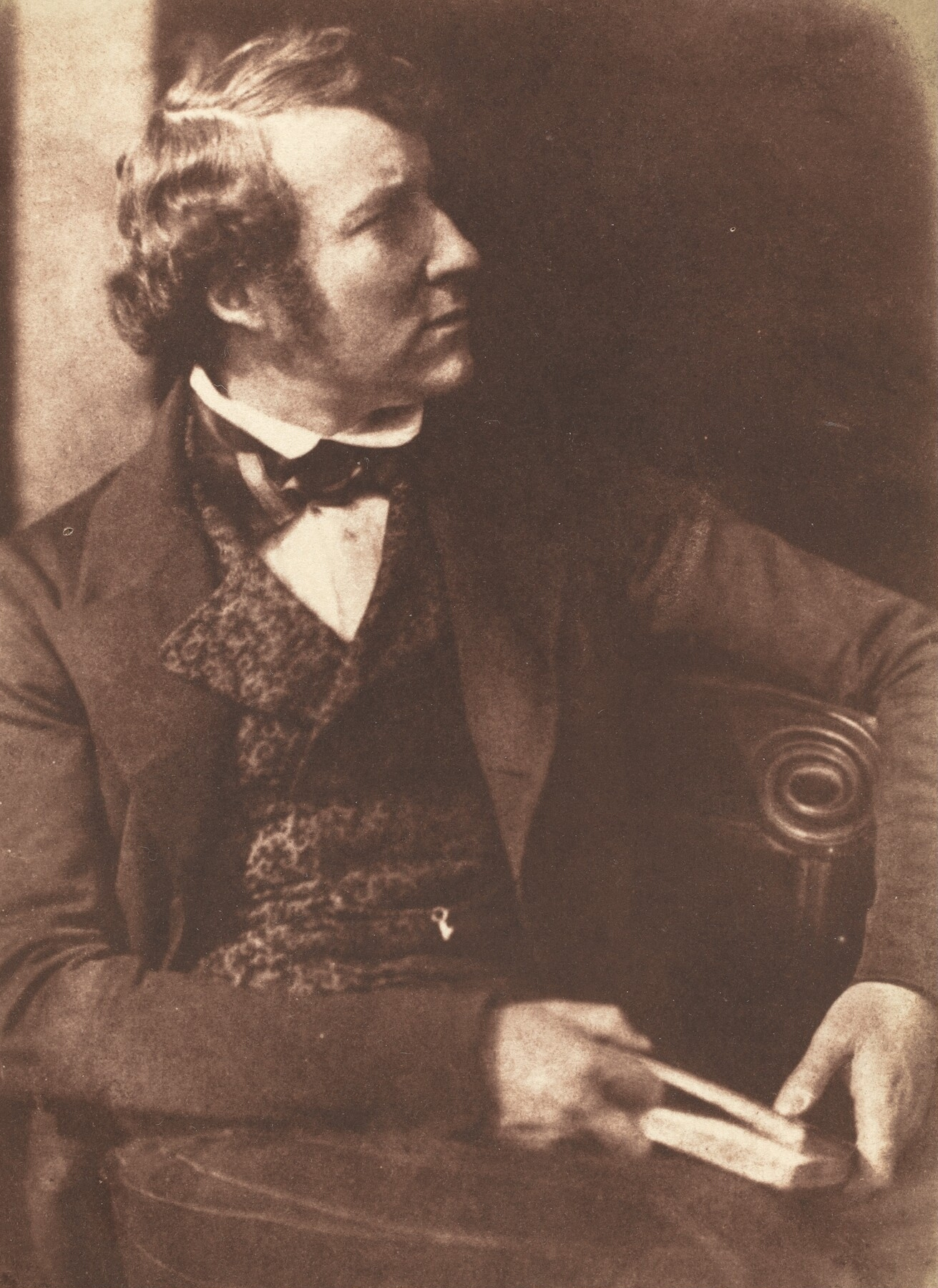
Джон Стюарт-Уортли-Маккензи, 2-й барон Уорнклифф (1801—1855)

Графский титул был создан 15 января 1876 года для Эдварда Монтегю-Стюарта-Уортли-Маккензи, 3-го барона Уорнклиффа (1827—1899). Он был потомком Эдварда Уортли Монтегю (внука Эдварда Монтегю, 1-го графа Сэндвича), и леди Мэри Уортли Монтегю. Их дочь, Мэри, вышла замуж за будущего премьер-министра Великобритании Джона Стюарта, 3-го графа Бьюта. Их второй сын, достопочтенный Джеймс Арчибальд Стюарт (1747—1818), получил поместья рода Уортли в Йоркшире и Корнуолле, взяв себе дополнительную фамилию «Уортли». В 1803 году он унаследовал также шотландские имения своего дяди Джеймса Стюарта-Маккензи и взял себе дополнительную фамилию «Маккензи». Его второй сын Джеймс Стюарт-Уортли-Маккензи (1776—1845) был военным и видным политиком от партии тори. Он занимал должности лорда-хранителя Малой печати (1834—1835) и лорда-председателя Совета (1841—1845), а также являлся лордом-лейтенантом Вест-Райдинг Йоркшира (1841—1845). В 1826 году он стал пэром Соединённого королевства, получив титул барона Уорнклиффа из Уортли в графстве Йоркшир.

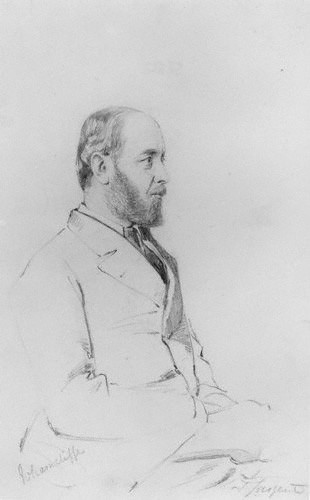
Эдвард Монтегю Стюарт Гренвиль Монтегю-Стюарт-Уортли-Маккензи, 1-й граф Уорнклифф (1827—1899)

Ему наследовал его старший сын, Джон Стюарт-Уортли-Маккензи, 2-й барон Уорнклифф (1801—1855). Он заседал в Палате общин от Боссини (1823—1830, 1831—1832), Перта (1830—1831) и Вест-Райдинга Йоркшира (1841—1845). После его смерти титул перешел к его старшему сыну, Эдуарду Монтегю Стюартау Гренвиллу Монтегю-Стюарту-Уортли-Маккензи, 3-му барону Уорнклиффу (1827—1899). Он был председателем железной дороги Манчестера, Шеффилда и Линкольншира, которая под его руководством превратилась в Великую центральную железную дорогу. В 1876 году для него были созданы титулы виконта Карлтона из Карлтона из Вест-Райдинга Йоркшира и графа Уорнклиффа из Вест-Райдинга Йоркшира. Все эти титулы являлись Пэрством Соединённого королевства. В 1880 году лорд Уорнклифф принял дополнительную фамилию «Монтегю». Его преемником стал его племянник, Фрэнсис Джон Монтегю-Стюарт-Уортли-Маккензи, 2-й граф Уорнклифф (1856—1926). Он был старшим сыном достопочтенного Фрэнсиса Дадли Стюарта-Уортли-Маккензи (1829—1893). В 1987 году после смерти Алана Джеймса Монтегю-Уортли-Маккензи, 4-го графа Уорнклиффа (1935—1987), внука 2-го графа, эта линия семьи прервалась. Его преемником стал троюродный брат, Ричард Алан Монтегю-Стюарт-Уортли, 5-й граф Уорнклифф (род. 1953), настоящий американец из Портленда в штате Мэн. Он был старшим сыном Алана Ральфа Монтегю-Стюарта-Уортли, единственного сына Ральфа Монтегю-Стюарта-Уортли, сына достопочтенного Ральфа Гренвиля Монтегю-Стюарта Уортли, младшего брата 1-го графа Уорнклиффа.

## Другие известные представители семьи Стюарт-Уортли
- Джон Стюарт-Уортли (1773—1797), депутат Палаты общин от Боссини (1796—1797), младший брат 1-го барона Уорнклиффа;
- Достопочтенный Чарльз Стюарт-Уортли-Маккензи (1802—1844), член парламента от Боссини (1830—1832), второй сын 1-го барона Уорнклиффа;
- Виктория, леди Уэлби (1837—1912), английский философ языка, дочь предыдущего;
- Чарльз Стюарт-Уортли, 1-й барон Стюарт из Уортли (1851—1926), сын достопочтенного Джеймса Стюарта-Уортли (1805—1881), третьего сына 1-го барона Уорнклиффа;
- Достопочтенный Эдвард Джеймс Монтегю-Стюарт-Уортли (1857—1934), генерал-майор британской армии, второй сын достопочтенного Фрэнсиса Дадли Монтегю-Стюарта-Уортли (1829—1893), второго сына 2-го барона Уорнклиффа;
- Достопочтенный сэр Алан Ричард Монтегю-Стюарт-Уортли (1868—1949), генерал-лейтенант британской армии, младший сын достопочтенного Фрэнсиса Дадли Монтегю-Стюарта-Уортли;
- Достопочтенный Джеймс Стюарт-Уортли (1833—1870), депутат первого парламента Новой Зеландии (1853—1855), третий сын 2-го барона Уорнклиффа.

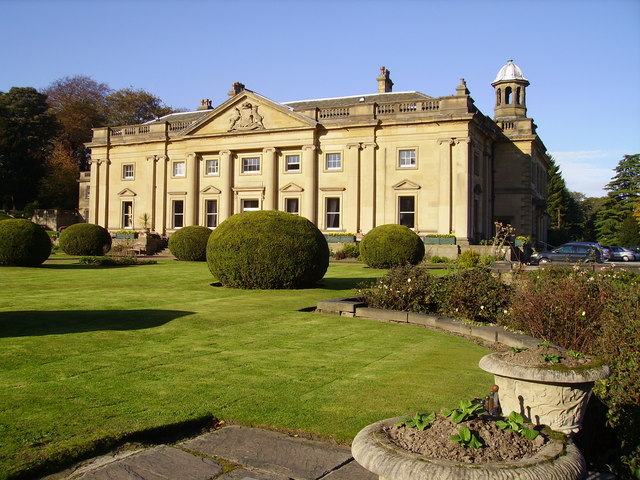
Уортли Холл, резиденция графов Уорнклифф

Семейная резиденция — загородный дом Уортли Холл в деревне Уортли в Саут-Йоркшире.

## Бароны Уорнклифф (1826)
- 1826—1845: Джеймс Арчибальд Стюарт-Уортли-Маккензи, 1-й барон Уорнклифф (6 октября 1776 — 19 декабря 1845), сын полковника Джеймса Стюарта-Уортли-Маккензи (1827—1899), сына Джона Стюарта, 3-го графа Бьюта, и Мэри Уортли-Монтегю, баронессы Маунтстюарт;
- 1845—1855: Джон Стюарт-Уортли-Маккензи, 2-й барон Уорнклифф (20 апреля 1801 — 22 октября 1855), старший сын предыдущего;
- 1855—1899: Эдвард Монтегю Гранвилл Стюарт Монтегю-Стюарт-Уортли-Маккензи, 3-й барон Уорнклифф (15 декабря 1827 — 13 мая 1899), старший сын предыдущего, граф Уорнклифф с 1876 года.

## Графы Уорнклифф (1876)
- 1876—1899: Эдвард Монтегю Гренвиль Стюарт Монтегю-Стюарт-Уортли-Маккензи, 1-й граф Уорнклифф (15 декабря 1827 — 13 мая 1899), старший сын 2-го барона Уорнклиффа;
- 1899—1926: Фрэнсис Джон Монтегю-Стюарт-Уортли-Маккензи, 2-й граф Уорнклифф (9 июня 1856 — 8 мая 1926), старший сын достопочтенного Фрэнсиса Дадли Стюарта-Уортли-Маккензи (1829—1893), племянник предыдущего;
- 1926—1953: Арчибальд Ральф Монтегю-Стюарт-Уортли-Маккензи, 3-й граф Уорнклифф (17 апреля 1892 — 16 мая 1953), второй сын предыдущего;
- 1953—1987: Алан Джеймс Монтегю-Стюарт-Уортли-Маккензи, 4-й граф Уорнклифф (23 марта 1935 — 3 июня 1987), единственный сын предыдущего. Был женат и имел двух дочерей;
- 1987 — настоящее время: Ричард Алан Монтегю-Стюарт-Уортли, 5-й граф Уорнклифф (род. 26 мая 1953), старший сын Алана Ральфа Монтегю-Стюарта-Уортли, единственного сына Ральфа Монтегю-Стюарта-Уортли, сына достопочтенного Ральфа Гренвиля Монтегю-Стюарта Уортли, младшего брата 1-го графа Уорнклиффа;
  - Наследник: Достопочтенный Рид Монтегю-Стюарт-Уортли, виконт Карлтон (род. 5 февраля 1980), старший сын предыдущего.